# Paschkowianer
Die Paschkowianer oder Paschkowzy (russisch Пашковцы, wiss. Transliteration Paškovcy, engl. Pashkovites) sind eine nach Wassili Alexandrowitsch Paschkow (Василий Александрович Пашков) benannte christliche Bewegung in Russland, die sich im letzten Viertel des 19. Jahrhunderts unter Paschkow formierte. Anfangs war sie bekannt unter dem Namen Redstokisty (Редстокисты), nach dem englischen Lord Radstock.
Sie entwickelte zahlreiche missionarische Aktivitäten in Sankt Petersburg, Moskau, Nischni Nowgorod, Tula und anderen Gegenden. Sie veröffentlichte religiöse Literatur und begründete Beziehungen mit den Stundisten der Ukraine und kaukasischen und belarussischen Baptisten. 1884 unternahm Paschkow den erfolglosen Versuch einer Vereinigung von Baptisten, Stundisten, Molokanen und Mennonitischen Brüdergemeinden (братскими меннонитами).